# José Antonio Eguren Anselmi

Bischofswappen von José Antonio Eguren Anselmi

José Antonio Eguren Anselmi SCV (* 14. Juni 1956 in Lima) ist ein peruanischer Geistlicher und emeritierter römisch-katholischer Erzbischof von Piura.

## Leben
José Antonio Eguren Anselmi trat in den 1970er Jahren der inzwischen (2025) verbotenen peruanischen Gemeinschaft Sodalicio de Vida Cristiana bei und legte am 9. Juli 1981 sein Zugehörigkeitsversprechen ab. Der Erzbischof von Lima, Juan Kardinal Landázuri Ricketts OFM, spendete ihn am 12. Dezember 1982 die Priesterweihe. Er war bis zum Februar 2001, als der Papst dem Sodalicio de Vida Cristiana die Inkardination ihrer eigenen Priester gewährte, beim Erzbistum Lima inkardiniert und anschließend Priester seiner Gemeinschaft.
Papst Johannes Paul II. ernannte ihn am 16. Februar 2002 zum Weihbischof in Lima und Titularbischof von Castellum Ripae. Die Bischofsweihe spendete ihm der Erzbischof von Lima, Juan Luis Kardinal Cipriani Thorne, Mitglied des Opus Dei, am 7. April desselben Jahres; Mitkonsekratoren waren Erzbischof Rino Passigato, Apostolischer Nuntius in Peru, und Alcides Mendoza Castro, Erzbischof von Cuzco.
Am 11. Juli 2006 wurde er von Papst Benedikt XVI. zum Erzbischof von Piura ernannt und am 22. August desselben Jahres in das Amt eingeführt. Am 2. April 2024 nahm Papst Franziskus seinen vorzeitigen Rücktritt an. Obwohl seitens des Vatikans, wie in derartigen Fällen üblich, keine Mitteilungen über den Hintergrund des Rücktritts gemacht wurden, wird vermutet, dass dieser in Zusammenhang mit der innerhalb der Gemeinschaft systematisch betriebenen Vertuschung und Negierung der 2011 aufgedeckten massiven Missbrauchshandlungen des Gründers des Sodalitiums, Luis Fernando Figari, und vieler seiner engen Mitarbeiter steht.